# Rance (rivier)
De Rance is een rivier in Bretagne, Frankrijk. Hij ontspringt in het departement Côtes-d'Armor, en mondt uit in Het Kanaal tussen Dinard en Saint-Malo, beide in het departement Ille-et-Vilaine. Bij zijn monding vormt de Rance een ría. Bij de monding werd een waterkrachtcentrale gebouwd die gebruikmaakt van de getijdenbeweging, de Waterkrachtcentrale Rance.
De Rance is met de Vilaine en zo verder met de Bretonse zuidkust verbonden door het Kanaal van Ille-et-Rance.
De belangrijkste zijrivieren zijn de Croqueloir, de Clergé, de Fremeur en de Quinéford.

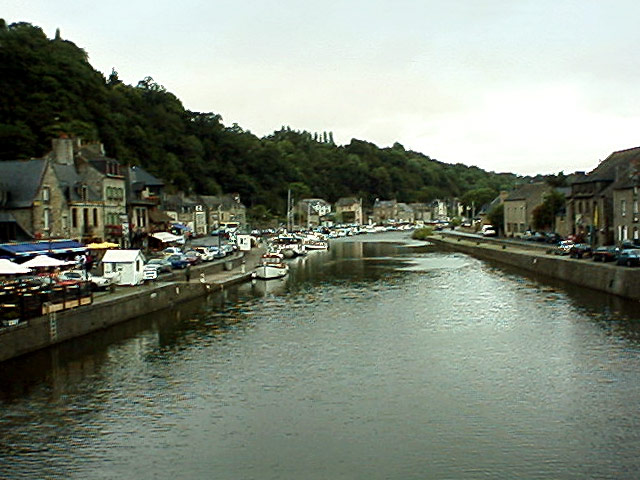
De Rance ter hoogte van Dinan

## Andere betekenis
De Rance is ook een zijrivier van de Tarn bij Brousse.